# 刀伊の入寇
刀伊の入寇（といのにゅうこう）は、寛仁3年（1019年）3月末から4月にかけて、女真の一派とみられる集団を主体とした海賊が壱岐・対馬を襲い、さらに九州に侵攻した事件。刀伊の入寇という用語はかつては歴史教科書でも用いられていたが、2010年代以降の歴史教科書では刀伊の来襲などの表現が用いられる。

## 名称
平安時代後期に編纂された史書『朝野群載』では「異賊」などの表現が用いられており、江戸時代に至るまで定まった名称はなかった。幕末の儒者岡崎槐陰の『天朝光被盛典』では「寛仁異賊之禍」という表現を用いている。
明治時代の大学歴史教育のテキストとされた『歴史眼』では「刀伊ノ賊」という表現が用いられ、黒板勝美の『国史の研究』に置いても踏襲された。
最初に「入寇」という表現を用いたのは、昭和2年（1926年）の池内宏による論文「刀伊の賊」である。寇の字は『大日本史』で「異国合戦」などと書かれていたモンゴル帝国による日本侵攻（近代歴史学では文永の役・弘安の役）を「元寇」と呼んだように、対外意識を前提とした表現である。関幸彦は「刀伊事件」または「刀伊の来襲」が適切であるとしている。

## 背景

### 刀伊の実情
「刀伊」は朝鮮半島の東北沿岸に居住していた、女真の一部である東女真とされる。女真とは、ツングース系民族・靺鞨の一部族である黒水靺鞨（黒水部）を前身とし、松花江、牡丹江、アムール川流域、沿海州などに広がった民族である。黒水靺鞨は粟末靺鞨が建てた渤海からも半ば独立していたが、契丹の成立後にはこれに服属し、「女真」を称するようになった。近年の発掘によると、10世紀から13世紀初頭にかけて、アムール川水系および特に現在のウラジオストクからその北側にかけての沿海州の日本海沿岸部には女真族の一派が進出しており、アムール川水系と日本海北岸地域からオホーツク海方面への交易に従事していたものと考えられている。10世紀頃に東丹国の領域で「黒水女真」「東女真」と呼ばれるグループがあり、このうち日本海沿岸を朝鮮半島づたいに南下して来たグループが「刀伊」であったと考えられる。
刀伊の名称は高麗語で高麗以東の夷狄（いてき）である東夷（とうい）を指すtoiに、日本の文字を当てたとされている。15世紀の訓民正音発布以降の、ハングルによって書かれた書物では되（そのまま「トイ」）として表れる。

#### 女真族の進出
926年に契丹によって渤海が滅ぼされ、さらに985年には渤海の遺民が鴨緑江流域に建てた定安国も契丹の聖宗に滅ぼされた。当時の東北部にいた靺鞨・女真系の人々は渤海と共存・共生関係にあり、豹皮などの産品を渤海を通じて宋などに輸出していた。10世紀前半の契丹の進出と交易相手だった渤海が消失したことで女真などが利用していた従来の交易ルートは大幅に縮小を余儀なくされ、さらに991年には契丹が鴨緑江流域に三柵を設置し、女真から宋などの西方への交易ルートが閉ざされてしまった。女真による高麗沿岸部への襲撃が活発化するのはこの頃からである。
穆宗8年（1005年）には高麗の咸鏡道に対して東女真が侵攻を開始し、高麗側も警戒を強めていた。また東女真は度々海賊行為を働いていた。また刀伊の入寇の前年には1018年には鬱陵島にあった于山国が刀伊の海賊行為が原因で滅亡に追い込まれている。刀伊の日本襲来がおきたのはこのような状況下であった。人を多数さらっていったため、奴隷狩りが主目的であったとも考えられている。
しかし、当時の女真族の一部は高麗へ朝貢しており、また女真族が遠く日本近海で海賊行為を行うことはほとんど前例がなく、日本側には女真についての意識が殆どなかった。このため後述するように当初は「新羅」の侵攻であると受け止められていた。

### 日本の海防政策
9世紀から11世紀にかけての日本は、記録に残るだけでも新羅や高麗などの外国の海賊による襲撃略奪を数十回受けており、特に酷い被害を被ったのが筑前、筑後、肥前、肥後、薩摩の九州沿岸である。また997年には九州沿岸各地において南蛮の海賊による大規模な襲撃事件があった（南蛮賊）。
この中で最大のものが寛平6年（894年）9月に発生した、新羅船45艇が対馬国を襲撃した寛平の新羅来襲である。この際には対馬守文室善友が郡司を組織し、弩を主体とする戦法で撃退した。
新羅はヤマト政権以来の日本の敵国であり、日本側は根強い不信感を抱いていたが、この事件はさらにそれを補強するものとなり、日本が対外関係を閉ざしていくことにつながった。新羅は935年に滅亡し、高麗が朝鮮半島の統一王朝となった。しかし日本側は新羅と同一視し、「新羅」の呼称を続けていた。また日本人が朝鮮半島を含む海外に出ることは固く禁じられていた。
寛平の新羅来襲では、国司が軍法に基づいて郡司に指示し、農民の兵士が戦うという律令制による軍制の命令系統が残存していたが、10世紀以降には政務の分担・請負化が進展していくこととなり、軍事を専門とする官僚が生まれていく。天慶2年（939年）に発生した天慶の乱の討伐に功績をあげた藤原秀郷・平貞盛・源経基の功臣は四位・五位の位階を受け、子孫も京都や地方において「兵（つわもの）」と呼ばれる武装階層となった。このうち有力な一族は受領などの地位について領主化を進展させ、歴史学的に軍事貴族と呼ばれる存在となっている。

## 経緯

### 対馬への襲撃
寛仁3年3月28日（ユリウス暦1019年5月5日）、刀伊は賊船約50隻（約3,000人）の船団を組んで突如として対馬に来襲し、島の各地で殺人や放火、略奪を繰り返した。対馬全体で18人が殺され、346人が拉致されている。この時、国司の対馬守遠晴は島からの脱出に成功し大宰府に逃れている。

### 壱岐への襲撃
刀伊は続いて、壱岐島を襲撃。老人子供を殺害し、壮年の男女を船にさらい、人家を焼いて牛馬家畜を食い荒らした。賊徒来襲の急報を聞いた、壱岐守藤原理忠は、ただちに147人の兵を率いて賊徒の征伐に向かうが、3,000人という大集団には敵わず玉砕してしまう。
藤原理忠の軍を打ち破った賊徒は次に壱岐嶋分寺を焼こうとした。これに対し、嶋分寺側は、常覚（島内の寺の総括責任者）の指揮の下、僧侶や地元住民たちが抵抗、応戦した。そして賊徒を3度まで撃退するが、その後も続いた賊徒の猛攻に耐えきれず、常覚は1人で島を脱出し、事の次第を大宰府に報告へと向かった。その後寺に残った僧侶たちは全滅してしまい嶋分寺は陥落した。この時、嶋分寺は全焼した。島民148名が虐殺され、女性239人が拉致された。残されたのはわずか35名であった。

### 筑前・肥前への襲撃
4月7日に刀伊は筑前国怡土郡、志摩郡、早良郡を襲った。志摩郡では住人文室忠光が防戦し、派遣された府兵とともに数十人を倒して撃退した。
4月8日に刀伊は博多湾にある能古島を占領して陣を敷いた。
博多には警固所と呼ばれる軍事拠点があり、4月8日に前大宰少監大蔵種材を初めとする武者が詰めていた。4月9日、刀伊は警固所を焼こうとするものの、大宰権帥藤原隆家と大蔵らによって十余人が討たれたために撃退された。大宰府軍は充分な船を用意できず、追撃できなかった。10日から2日ほどは大風が吹いたために戦闘は中止され、沿岸地域への派兵や兵船の準備が整った。
博多上陸に失敗した刀伊勢は4月12日にふたたび志摩郡沿岸を襲い、4月13日には肥前国松浦郡を襲ったが、「郡内の兵士」を率いた前肥前介源知に撃退された。対馬を再襲撃した後、刀伊は朝鮮半島へ撤退した。この間には準備が整い、大倉種材・藤原致孝・平為賢らが数十艘の兵船で追撃にあたることとなったが、隆家は「新羅ノ境ニ入ルベカラズ」と指示し、追撃を「日本ノ境」である壱岐・対馬までにとどめ、朝鮮半島に渡ることを禁じている。

### 高麗での壊滅
日本を去った刀伊の賊船一団は、高麗沿岸にて海賊行為を行って航行していた。刀伊に拉致されていた内蔵石女と多治比阿古見が大宰府に提出した報告書によると、高麗沿岸では、毎日未明に上陸して略奪し、男女を捕らえて、強壮者を残して老衰者を打ち殺し海に投じていたという。しかしこの間に迎撃体制を整えていた高麗水軍により、4月下旬以降から追撃戦が開始されている。5月中旬、刀伊軍は高麗の元山沖で、千艘あまりの高麗水軍によって壊滅状態となった。このとき、拉致された捕虜の多くが海中に投じられ、日本人約300人が高麗軍によって保護されている。6月末には勲功者に恩賞が与えられ、詳細な報告が行われた。

### 朝廷の対応
権帥藤原隆家は4月7日と4月8日に報告書を送り、京都に届いたのは10日後、4月17日のことであり、4月18日には恩賞を約した勅符が発給されているが、刀伊はすでに日本から退去していた。また隆家は親交のあった大納言藤原実資にも私信の形で連絡を行っている。この時点では来襲した勢力の詳細は不明であり、「新羅」の襲撃であるという見方もあった。
4月18日には報告を受けての陣定が開かれた。右大臣藤原公季が山陰道・山陽道・南海道の警固強化を提案したが、実資は新羅の入寇の際の先例を踏まえて北陸道をこれに加えるように述べている。一方で公卿たちは先例を重視しており、この日の会議でも飛脚の形式など些細なことが論じられている。4月21日には伊勢神宮以下の諸社に奉幣使が送られた。4月25日には大宰府から「刀伊国ノ人ノナカニ新羅国ノ人等アリ」と、刀伊国と「新羅」の人物が攻めてきたと解釈した、4月16日付の報告が届いた。これを受けて4月27日には刀伊に対する防衛戦を指示した官符が大宰府に下され、兵糧の調達と兵士派遣の準備を行うとともに、四天王寺への修法を行わせた。しかし刀伊が退去したことが伝えられると、京の公卿たちの関心は薄らいだ。
6月29日に行われた陣定では、恩賞が約された勅符が出されたのは戦闘の後だったため、大納言藤原公任と中納言藤原行成が恩賞不要の意見を述べた。これに対し藤原実資は寛平6年の新羅入寇の際の例を上げ、今後のことを考え、約束がなくても恩賞を与えるべきと述べた。これを受け、本来与える必要はないとしながらも、恩賞を与えることが決議されている。恩賞を受けた例としては、戦闘で活躍した大蔵種材が壱岐守に叙任されているなど、所領ではなく官職への叙任、またはその推薦権が恩賞となった。またこの際には、「刀伊に捕らえられた」という高麗人捕虜の証言についても検討されている。
賊の主体が高麗人でないと判明したのは、7月7日、連れ去られた家族の消息を知るために高麗に密航していた対馬国判官代長嶺諸近が帰国し、事情を報じたことによる。諸近は隙をうかがい脱出、連れ去られた家族の安否を心配して密かに高麗に渡り情報を得た。長嶺が聞いたところでは、高麗は刀伊と戦い撃退したこと、また日本人の捕虜300人を救出したこと、しかし長嶺の家族の多くは殺害されていたこと、侵攻の主体は高麗ではなく刀伊であったことなどの情報を得た。
しかし日本側の高麗に対する不信感は消えなかった。諸近の奏状を朝廷に取り次いだ大宰府は、敵国でありしばしば侵攻を行ってきた新羅と同一視した高麗への警戒を訴え、高麗側が友好姿勢を見せても擬態ではないかとしている。また、日本側に捕らわれた捕虜3名がすべて高麗人だったことから、権大納言源俊賢は、女真族が高麗に朝貢しているとすれば、高麗の治下にあることになり、高麗の取り締まり責任が問われるべきであると主張した。

### 帰還
8月末から9月にかけ、高麗虜人送使の鄭子良は、保護した日本人270人を同行して対馬を訪れた。
9月22日には陣定において対応が検討されることとなったが、太閤藤原道長は新羅使が貢納を行ってきた際の先例を踏まえ、米や絹を与えて帰国させるべきだと実資に伝えている。陣定では大宰府に高麗使を呼ぶことなどが決定されたが、陣定に出ていた公卿からは日本側の情勢、「衣食ノ乏シキ」を知られることを警戒し、返礼の品を持たせて早く返すべきであるという意見が出ていたという。高麗使は三艘の舟に乗って大宰府を目指したが、源俊賢が危惧していたように20人程を乗せた一艘の船が沈没している。高麗使は翌年2月、大宰府から高麗政府の下部機関である安東護府に宛てた返書を持ち、帰国した。藤原隆家はこの使者の労をねぎらい、黄金300両を贈ったという。
上述の虜囚内蔵石女と多治比阿古見は、高麗軍が刀伊の賊船を襲撃した時、賊によって海に放り込まれ高麗軍に救助された。金海府で白布の衣服を支給され、銀器で食事を給されるなど、手厚くもてなされて帰国した。高麗は契丹との戦いで疲弊しており、日本との軋轢は避けなければならなかった。高麗側の官人は「ヒトヘニ汝等ヲ労スルニ非ズ、タダ日本ヲ尊重シ奉ルナリ（これはあなた達をいたわるためではなく、日本に対する配慮のためである）」と述べていたとされる。
しかし、こうした厚遇も、却って日本側に警戒心を抱かせることとなった。『小右記』では「刀伊の攻撃は、高麗の所為ではないと判ったとしても、新羅は元敵国であり、国号を改めたと雖もなお野心の残っている疑いは残る。たとえ捕虜を送って来てくれたとしても、悦びと為すべきではない。勝戦の勢いを、便を通ずる好機と偽り、渡航禁止の制が崩れるかも知れない」と、無書無牒による渡航を戒める大宰府の報告書を引用している。
また密航の罪を犯した長嶺諸近に対しても大宰府側の対応は厳しく、押し込めて監禁している。

## 被害
大宰府の報告によれば、二週間の戦闘期間中に全体で364名が殺害され、1280名が拉致され、牛馬の被害は355頭に及んだという。
女子供の被害が目立ち、壱岐島では残りとどまった住民が35名に過ぎなかったという。拉致されたものは壮年の男女が多く、労働力とするためか、大陸の奴婢市場に売却するためであったと見られる。

### 対馬の被害
対馬国の人的被害は、『小右記』寛仁三年六月二十九日条によると次のとおりとなる。上県郡で9人が殺害、132人が拉致された。下県郡では9人が殺害、98人が拉致された。対馬全体で18人が殺害され、捕虜となり連行されたものは116人であったとしているが、合計の数字が合わない点がある。またこの時連行された人の内、270人ほどは高麗に救助され、対馬に帰還した。
物的被害としては家屋45宇が焼け、対馬銀山が焼損した。伝承上ではあるが、当時の銀山跡とされるものが現存している。さらに牛馬199頭が食い殺されたという。

### 壱岐の被害
壱岐守藤原理忠を含め、島民の男44人、僧侶16人、子供29人、女59人の合計148人が虐殺された。さらに島民は239人が連行された。壱岐に残った民は、諸司9人、郡司7人、百姓19人の計35人であった。この被害は壱岐全体でなく、壱岐国衙付近の被害とみられる。

### 筑前国の被害
『小右記』寛仁三年六月二十九日条によれば筑前国の被害は以下のようなものとなる。志摩郡で殺害された者が112人、捕虜となったものが435人、牛馬74頭が殺害された。早良郡では殺害された者が19人、捕虜が44人、牛馬が19頭の被害を出した。怡土郡では49人が殺害され、216人が捕虜となり、33頭の牛馬が死んだ。能古島では9人が殺害され、68頭の牛馬が殺害された。

### 戦闘の犠牲者
弓矢戦での死者は「下人」とよばれる下級歩兵が多く、将軍（指揮官）の被害は少なかった。

## 戦術・武装
刀伊の船は12尋、あるいは8から9尋とされており、15メートルから20メートル程度の大きさで、30から40の櫂がついていた。兵士は弓矢・刀・楯で武装しており、20隊ほどの編隊であった。弓矢は一尺あまりで、楯を穿つほどの剛弓であった。
日本では平安後期に合成弓（複合弓）が登場しており、矢も二尺八寸と長くなっていた。しかし船は充分なものがなく、退却する刀伊をすぐに追撃することはできなかった。また刀伊は日本側の鏑矢の音に驚いてたじろいでいたとされる。

## 討伐参加者

### 権帥・藤原隆家
藤原隆家は関白藤原道隆の次男であり、高い身分を持ちながら「世の中のさがな者（乱暴者・無鉄砲者）」と評された人物である。また『大鏡』では「やまとごゝろかしこくおはする人にて」と評されている。隆家と兄藤原伊周は道長との政争に敗れ、隆家は中納言の任にあったものの、当時の宮廷においては厳しい状況にあった。一方で隆家は道長とは一線を画していた大納言藤原実資とも親しく、度々情報交換を重ねていた。
隆家は長和2年（1013年）頃から眼病に悩んでいた。実資の勧めにより大宰府に来訪する医者の診察を受けるため、大宰府行きを要望するようになった。翌長和3年（1014年）に大宰大弐が欠員となったため、その後任となることを要望し、大宰権帥を拝命して大宰府に出向していた。大宰府赴任の際には、身辺警護を兼ねて兵や武者たちも随行していた。隆家は専門の武官ではなかったが、撃退の総指揮官として活躍したことで武名を挙げることとなった。隆家は自ら兵を率いて警固所に詰めており、これは貴族としては稀有のことであった。
帰京後には大臣・大納言にするべきという声もあったとされるが、しばらく参内を見合わせていたため実現しなかったという。『大鏡』によれば太閤藤原道長は、隆家を「すてぬもの（捨て置けない者）」と評したという。目加田さくをは道長が隆家を評価しながらも実権を与えず、都に呼び戻すことで九州の武士団とのつながりを断つ、いわば飼い殺しにしようとしたものだとしている。隆家の子孫は中級貴族として存続し、嫡流は水無瀬家を称している。
中世の九州における武家は、隆家の子孫を称するものも多く生まれた。中世の大豪族菊池氏は一部の系図等では隆家の子孫と伝えているが、大宰少弐で隆家の郎党であった藤原蔵規が先祖だったとみられている。

### 武者
刀伊の来襲は突然のことであり、大宰府に直属していた、農民を主体とする府兵はなかなか集まらなかった。『大鏡』では隆家を除く部下や武士団は皆恩賞に預かったとされる。

#### 大宰府官人・都武者
彼らは大宰府側の中核武力であり、『小右記』にある隆家が実資に送った手紙では、「府のヤムゴトナキ武者」と表現されている。多くのものは天慶の乱功臣の子孫である。
- 大蔵種材 - 前大宰少監。天慶功臣の大蔵春実の後裔。戦後には恩賞として壱岐守に任ぜられている[75]。肥前国の名族原田氏は種材の後裔を称した[76]。
- 大蔵光弘 - 大宰傔杖。種材の子。戦後には恩賞として大宰監に任ぜられている[75]。
- 平致行 - 前大宰少弐[77]。致行としての史料は少なく、天慶の乱功臣の子孫である平致光ではないかと比定されている[78]。
- 平為賢 - 散位。大宰府の報告書では第一に名前が挙げられている[79]。肥前国鹿島藤津荘に土着し肥前伊佐氏となった。薩摩平氏はその後裔と称している。
- 藤原蔵規 - 大宰少弐[77]。治安3年（1023年）に対馬守に任ぜられた[70]。『春記』では蔵規の子と孫を「隆家ノ郎頭（郎党）」としている[70]。
- 藤原致孝 - 大宰大監[77]
- 藤原助高 - 前大宰大監[77]
- 藤原明範 - 前大宰監[77]
- 藤原友近[77]
- 紀重方 - 友近の随兵[77]

#### 住人
「住人」とは地域に基盤を有する勢力のことであり、「ヤムゴトナキ」兵たちとは区別されていた。「住人」を最初に着目したのは在野の歴史家山路愛山であり、後の武士と親和性を持つものであると指摘している。
- 源知 - 前肥前介[77]。肥前国松浦郡で活躍した。一字名の源氏であり、嵯峨源氏の人物と見られるが、同じ嵯峨源氏で松浦党の祖となった松浦久との関連は不明である[81]。
- 文室忠光 - 筑前国志摩郡住人[77]。
- 多治久明 - 筑前国怡土郡住人[77]。
- 財部弘延 - 擬検非違使[77]
- 大神守宮[77] - 財部と大神は志摩郡船越津の戦いで功績を挙げ、大宰府からの勲功要請では一括して記されている[82]。財部氏と大神氏は鎮西の名族であり、律令時代以来の豪族層を出自としているとみられる[82]。

### その他
- 常覚 - 壱岐国分寺講師